# Église Saint-Martin de Glénay
L'église Saint-Martin est une église catholique située à Glénay, dans le département des Deux-Sèvres, en France.

## Historique
Les fondations de l'édifice datent du XIIe siècle. Durant le Moyen Âge, l'actuel clocher était un donjon. L'église a été fortifiée au XIVe siècle par Jean de Beaumont. Un souterrain-refuge, creusé à la même époque — l'accès étant aujourd'hui caché dans la cour de la mairie, sur le versant nord du chœur de l'église —, permettait aux villageois de s'y cacher lors de périodes de troubles et de pillages.
Jusqu'à la Révolution, les gisants de René de Vignerot et de son épouse Françoise du Plessis de Richelieu, sœur du cardinal Richelieu, sculptés par Michel II Bourdin, reposaient dans le chœur de l'église. Après plusieurs déménagements, ils reposent depuis 1936 dans la chapelle Sainte-Marguerite du château de Glénay.
Le retable datant du XVIIe siècle représente saint Hilaire de Poitiers, contemporain de Saint-Martin.
L'église Saint-Martin a été rénovée au cours du XIXe siècle. Le Palais, un petit bâtiment accolé au clocher et qui servait de lieu de réunion aux paroissiens, jusqu'à sa destruction dans les années 1970.
L'édifice est inscrit au titre des monuments historiques en 1929.
Une campagne de restauration du clocher a été initiée par la commune avec l'aide de fonds publics et privés en 2017.

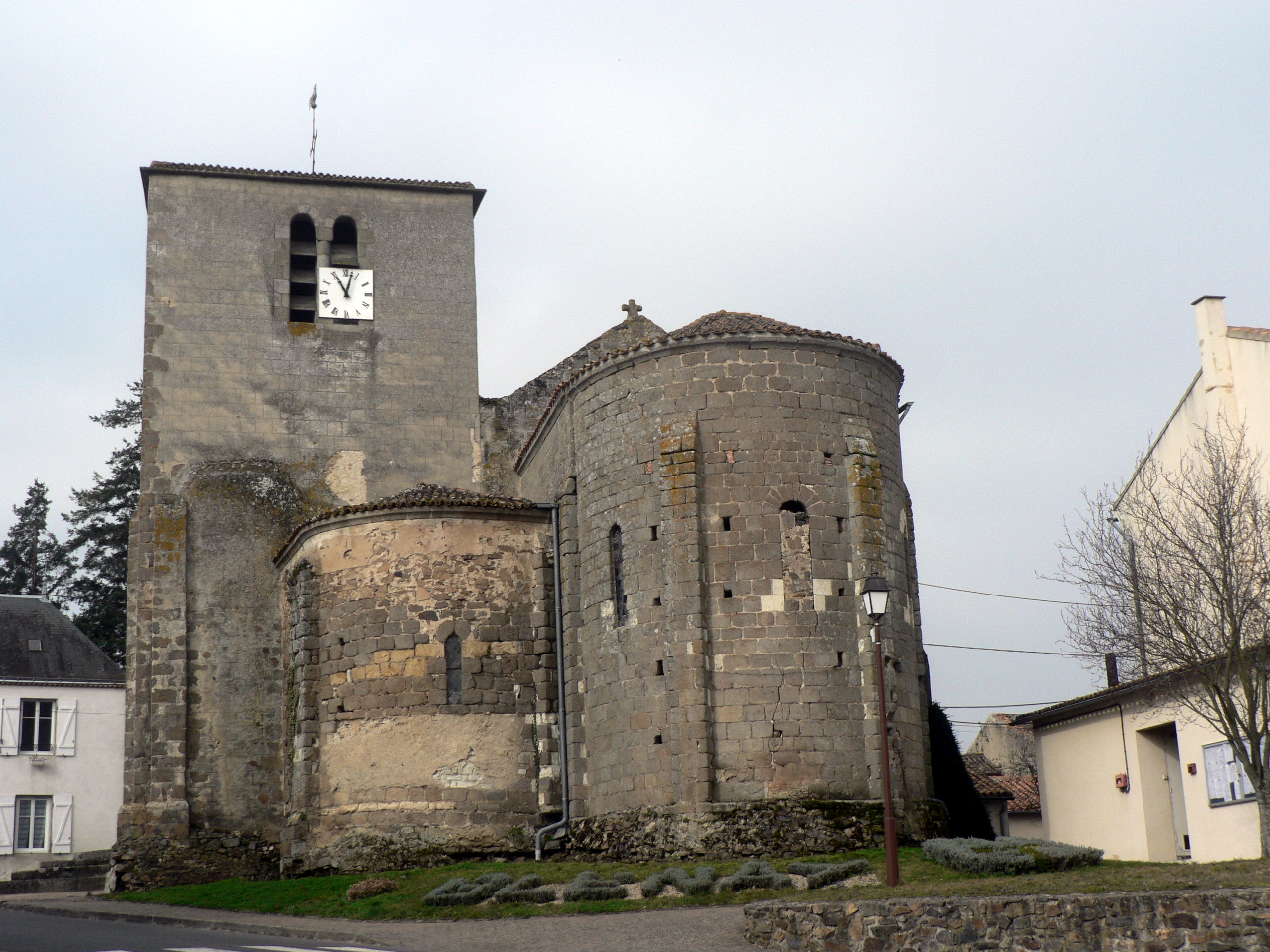
Vue du chœur depuis l'est.
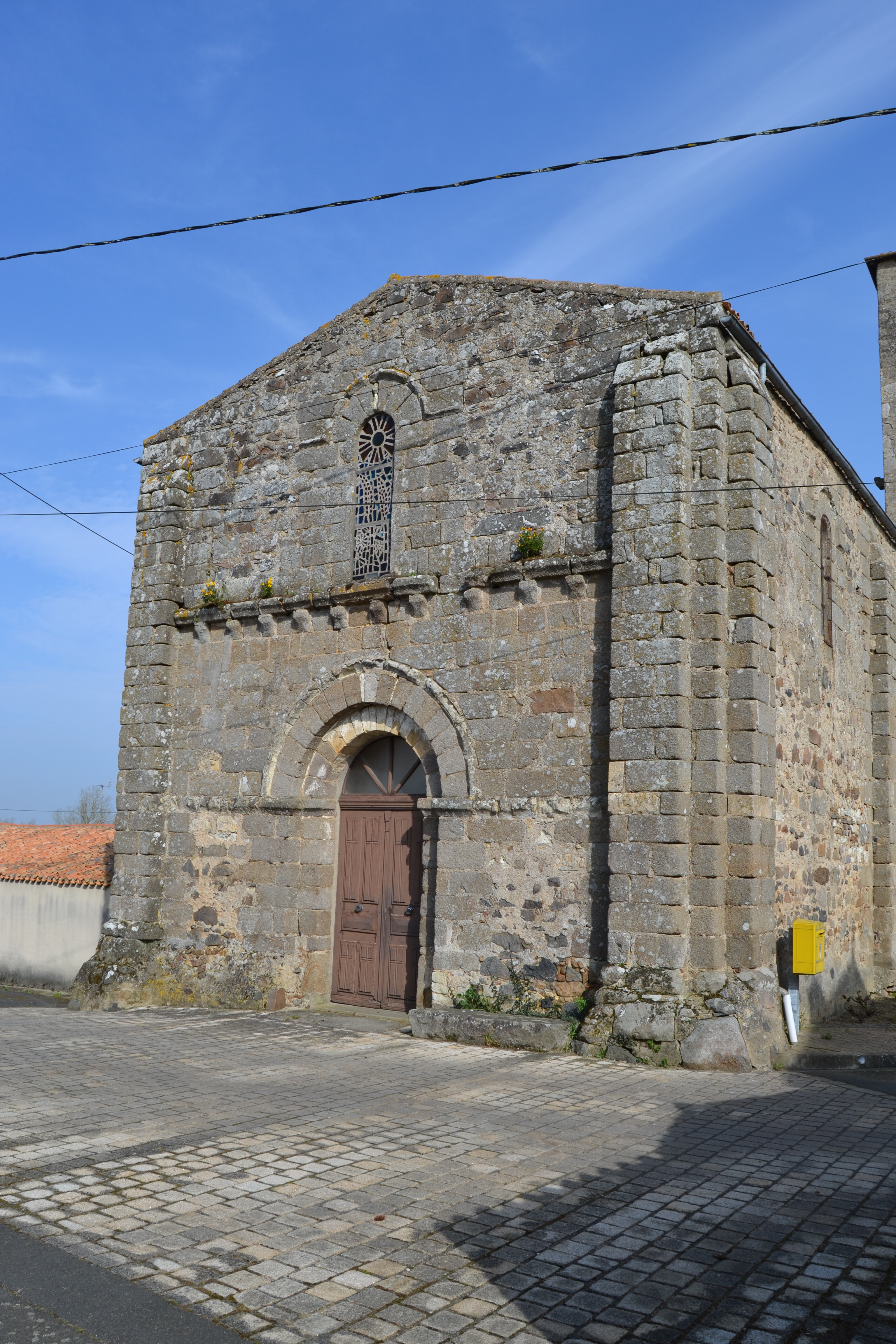
Portail ouest.
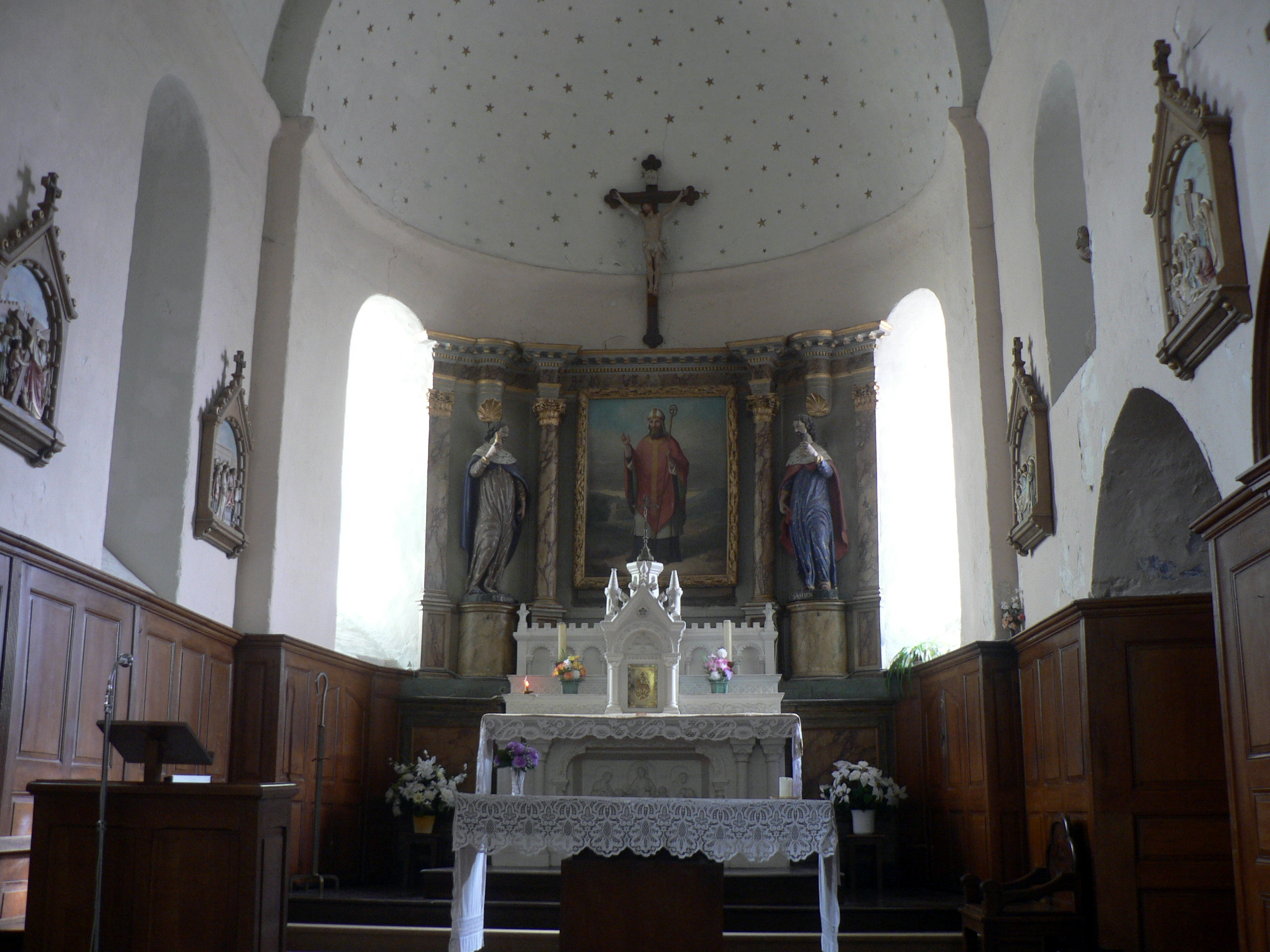
Le retable du XVIIe siècle.
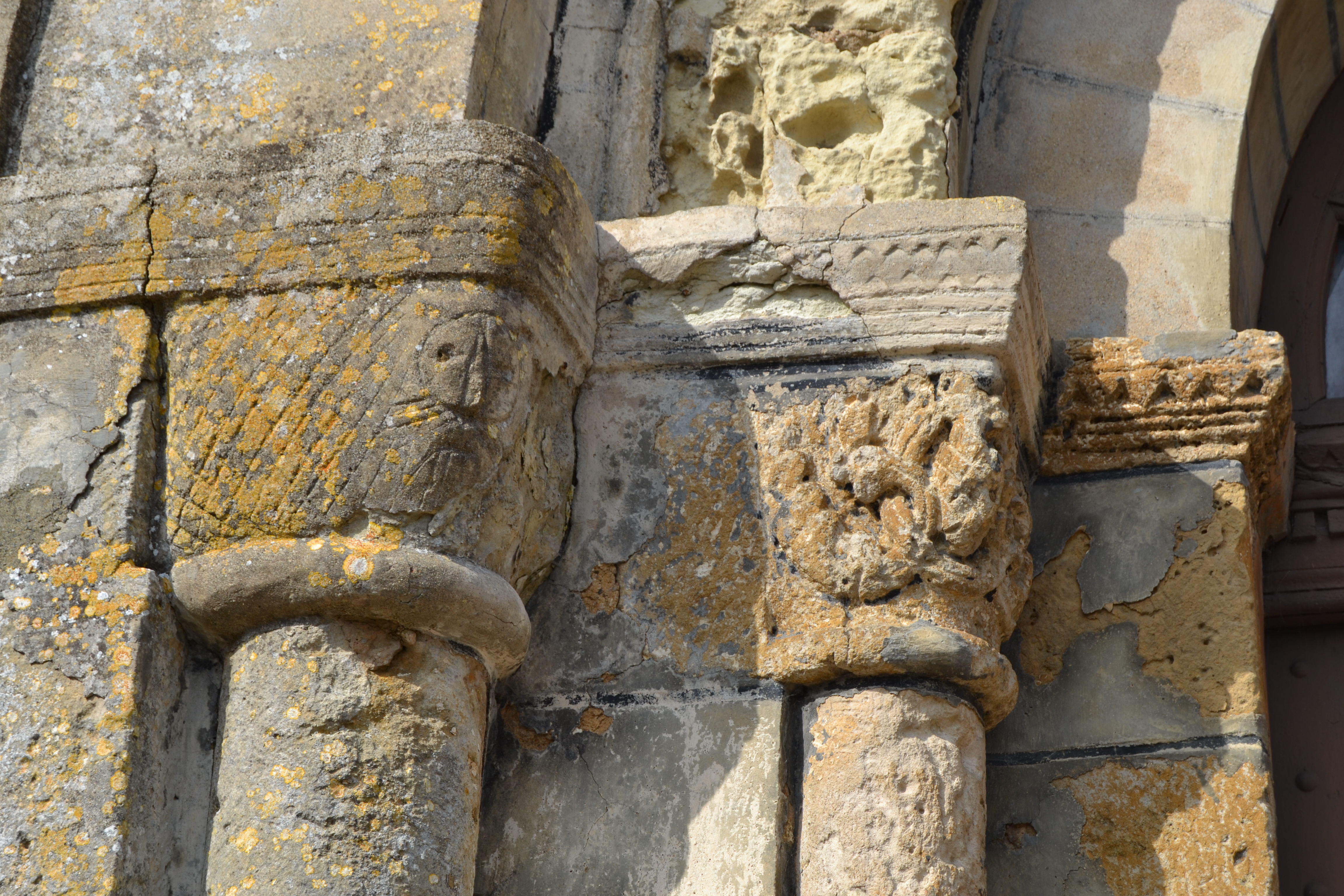
Détails des colonnades sud-ouest avant les travaux de 2017.
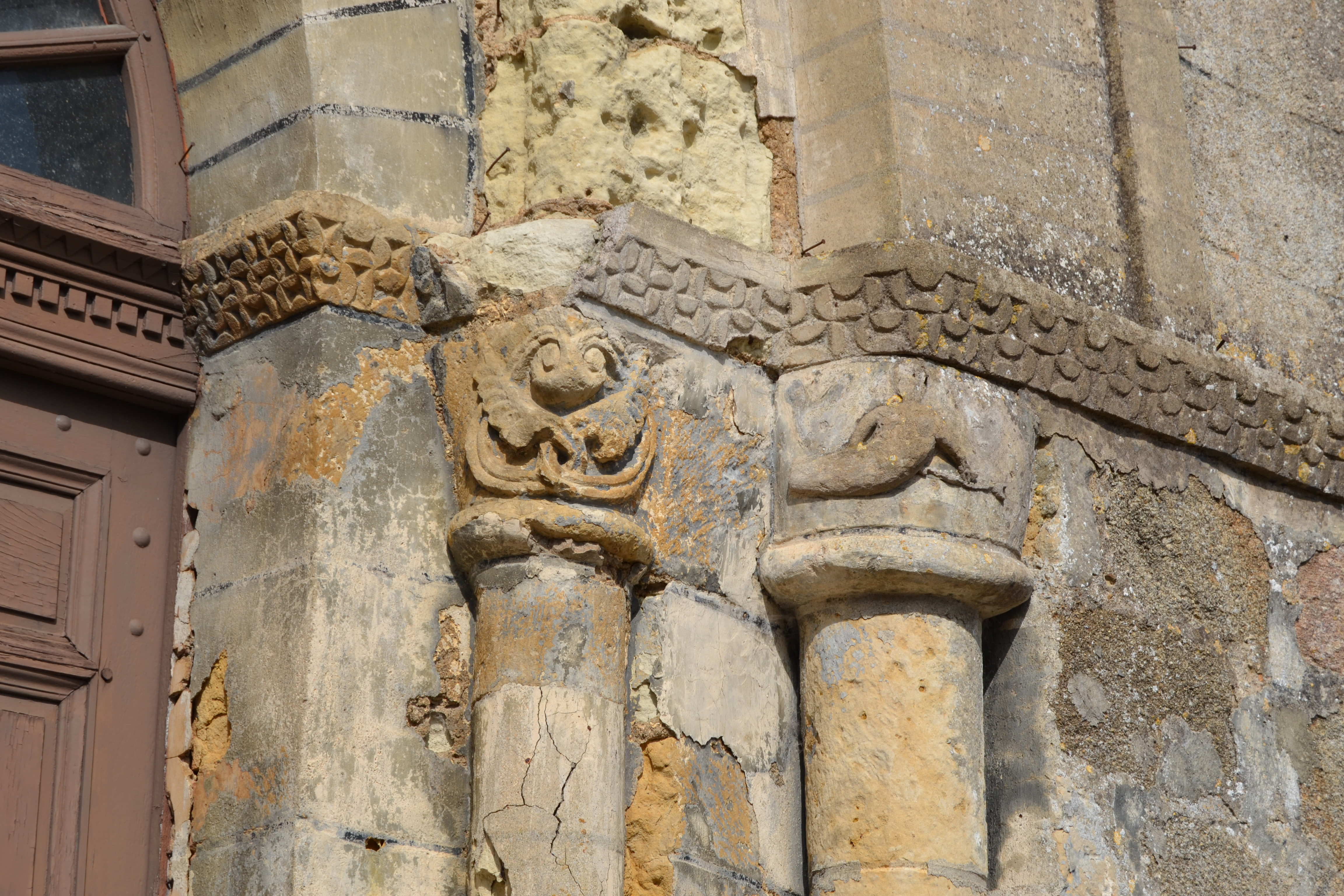
Détails des colonnades sud-est avant les travaux de 2017.
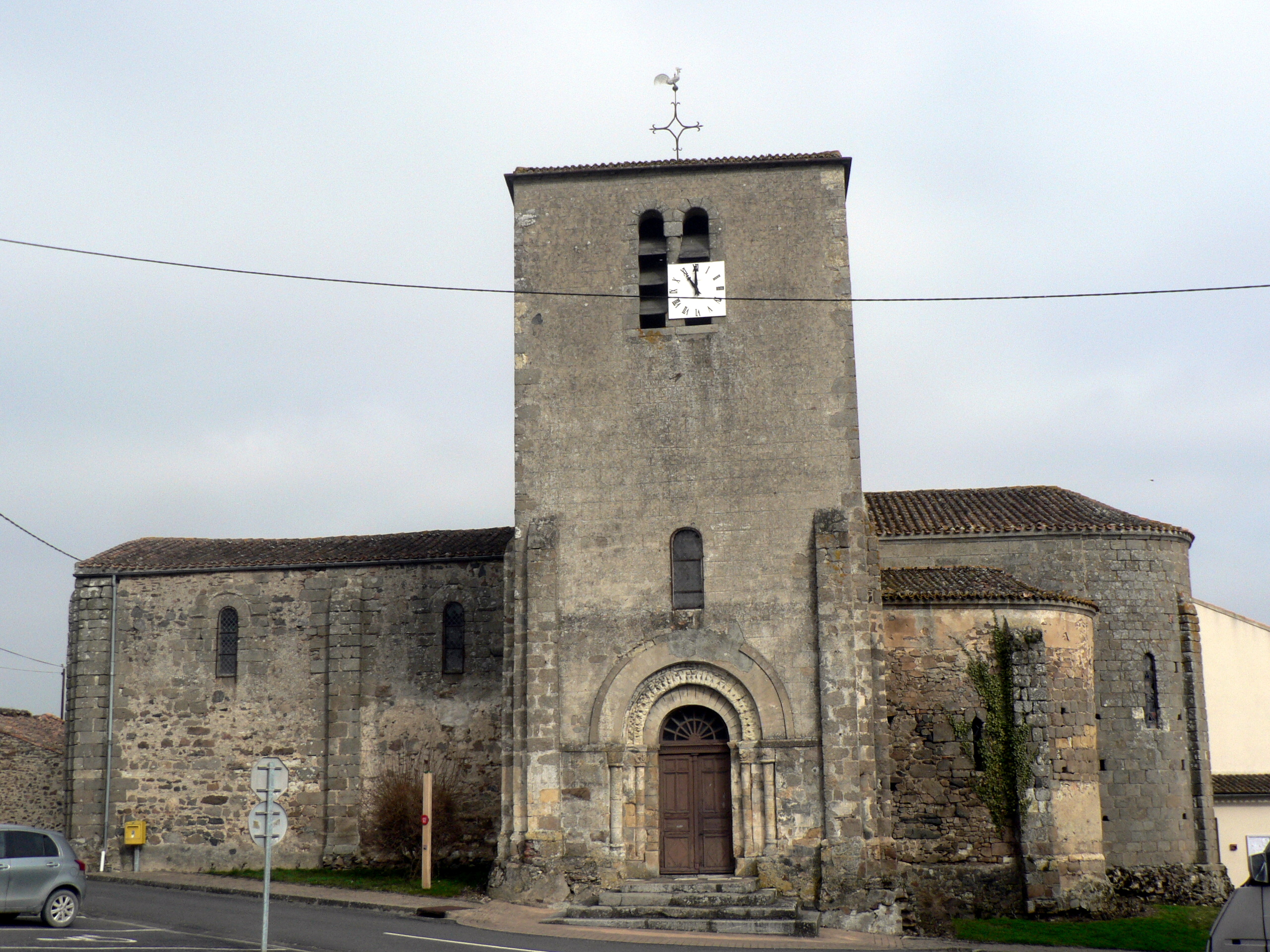
L'église Saint-Martin de Glénay avant la campagne de restauration de 2017.